# Tizapa, Hidalgo
Tizapa är en ort i Mexiko.   Den ligger i kommunen Tepehuacán de Guerrero och delstaten Hidalgo, i den sydöstra delen av landet, 180 km norr om huvudstaden Mexico City. Tizapa ligger 800 meter över havet och antalet invånare är 276.
Terrängen runt Tizapa är bergig åt nordväst, men åt sydost är den kuperad. Runt Tizapa är det ganska glesbefolkat, med 38 invånare per kvadratkilometer. Närmaste större samhälle är Chapulhuacán, 14,7 km norr om Tizapa. I omgivningarna runt Tizapa växer i huvudsak städsegrön lövskog.